# 伊波加明
伊波加明是一种含氮有机化合物，化学式C19H24N2，是山马茶（Tabernaemontana divaricata）等植物中提取的活性生物鹼，作为抗成瘾、抗惊厥药物研发。

## 衍生物
- 12-羟基伊波加明，12-hydroxyibogamine，去甲伊博格碱，Noribogaine
- 伊波加因，ibogaine，伊博格碱，12-甲氧基伊波加明
- 伊波加林，ibogaline，12,13-二甲氧基伊波加明